# Hybolasius modestus
Hybolasius modestus är en skalbaggsart som beskrevs av Thomas Broun 1880. Hybolasius modestus ingår i släktet Hybolasius och familjen långhorningar. Inga underarter finns listade i Catalogue of Life.